# Bahco
Bahco es una marca internacional del sector de las herramientas de mano cuyos productos están diseñados y fabricados por la empresa SNA Europe. Sus orígenes se remontan a la revolución industrial sueca de finales del siglo XIX, iniciando su recorrido con innovaciones tales como la llave para tubos y la llave ajustable moderna. Desde entonces, la gama de productos se ha expandido hasta configurar una oferta que incluye hoy más de 7000 herramientas de mano.

## Historia

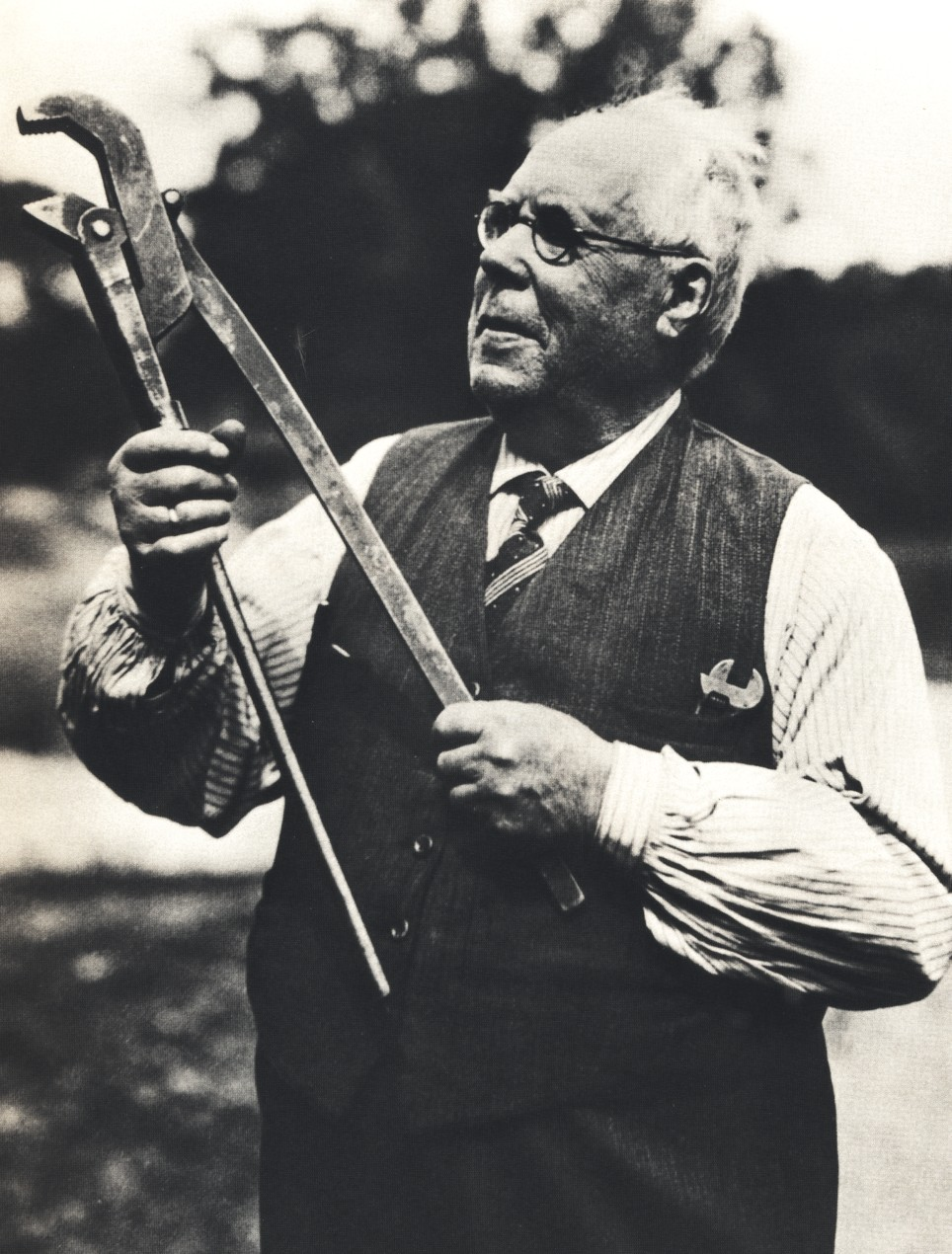
Johan Petter Johansson.

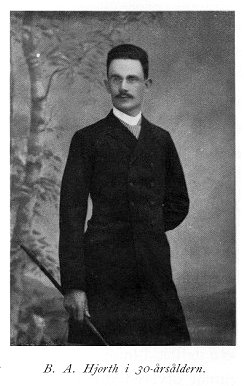
Berndt August Hjort

### Los inicios (1880 – 1950)
La historia de Bahco comenzó en 1886, cuando el inventor sueco Johan Petter Johansson (1853–1943) fundó la compañía Enköpings Mekaniska Verkstad en Enköping, Suecia. Johan Petter, también conocido como JP, era un inventor y empresario industrial. Inventó la llave ajustable moderna (patentada en 1891 y 1892).
En 1890 los derechos de venta y marketing de los productos de la compañía fueron adquiridos por el empresario Berndt August Hjort (1862–1937), fundador de la empresa BA Hjort & Co.
En 1916 Johan Petter Johansson vendió sus acciones en la empresa Enköpings Mekaniska Verkstad a Berndt August Hjort, y la compañía se convirtió en una subsidiaria de la nueva corporación AB BA Hjort & Co. No fue hasta 1954 que la compañía cambió su nombre a AB Bahco (un acrónimo del nombre original BA Hjort & Co).
Durante los años siguientes, Bahco experimentó muchos cambios y adquisiciones, estableció su presencia fuera de Suecia y pasó a cotizar en la Bolsa sueca.

### Tiempos de cambios (1960 – 1980)
En los años 1960 y 1970 AB Bahco estaba formada por cuatro compañías principales: Bahco Ventilation, Mecamen, Bahco Tools y Bahco Sudamericana. Bahco Ventilation se dedicaba a productos e instalaciones para la purificación de aire, energía y reciclado. Mecamen se dedicaba a la neumática, hidráulica y sistemas de control. Bahco Tools a la producción de herramientas de mano, herramienta de aire comprimidoy herramienta hidráulica. Bahco Sudamericana era la mayor subsidiaria extranjera de Bahco produciendo herramientas de mano en una factoría situada en Santa Fe, Argentina.
En 1991 Bahco Tools fue adquirida por la corporación industrial Sandvik AB y fue renombrada Sandvik Bahco. La fábrica original Bahco Tools en Enköping, Suecia, se convirtió en un centro de producción en el área de negocio "Saws & Tools" ( sierras y herramientas) de Sandvik. Durante este tiempo, se hicieron importantes inversiones para incrementar la productividad y reducir los "lead times" (tiempos de maduración) en fabricación. Adicionalmente se adoptó un nuevo concepto o sistema de distribución para mejorar la disponibilidad de producto y su entrega a clientes.

### Nuestros días (1990 – 2011)
A mediados de la década de 1990 Snap-on Incorporated, un fabricante global y distribuidor de herramientas, entró en el mercado europeo al adquirir la empresa española de herramientas de mano Herramientas Eurotools S.A. En 1999, Snap-on adquirió el área de negocios Saws & Tools a Sandvik. La empresa adquirida fue renombrada Bahco Group AB. La compañía estaba compuesta por 2500 empleados.
En 2005, Bahco AB y Herramientas Eurotools S.A. se fusionaron, fundando la empresa SNA Europe con Bahco como marca principal. La central se estableció en el área metropolitana de París, Francia.

## Ventas y fabricación
Los productos Bahco se venden globalmente a usuarios profesionales a través de una red de minoristas, distribuidores industriales y mayoristas.
Se fabrican en 12 unidades de producción. En Europa, los productos Bahco se fabrican en Suecia, España, Portugal, Reino Unido, Bielorrusia y Francia, mientras que en América la fábrica está situada en Argentina.

## Productos
La gama completa de productos Bahco incluye más de 7000 referencias de herramientas de mano profesionales como sierras de corte de metal, limas, fresas rotativas, llaves, vasos y accesorios, herramientas de apriete controlado, vasos de impacto y puntas de atornillador, destornilladores, pinzas, herramientas especiales de automoción, pinzas de electrónica y para micromecánica, extractores, herramientas para frigoristas, carros de herramientas y armarios, herramientas para el trabajo de la madera, herramientas de poda y herramientas de uso forestal.

## Usuarios finales
Los productos Bahco son usados por profesionales de muchos sectores, principalmente en las siguientes actividades:
- industria, incluyendo fabricación y montaje, mantenimiento de reparación y preventivo, recursos naturales, industria ferroviaria, marítima y aeroespacial.
- automoción, mantenimiento y reparación de automóviles, motocicletas, barcos pequeños, camiones y maquinaria pesada.
- gremios y construcción, fontaneros, electricistas, albañiles y empresas constructoras.
- recolectores y paisajistas, cultivo de la tierra, vinicultura, paisajismo, frutales y floricultura.[8]

## Innovaciones y patentes
- 1888: JP inventó y patentó la llave para tubos.
- 1891: JP inventó y patentó la llave ajustable.
- 1969: Lanzamiento de hoja de sierra bi-metal Sandflex® para arco de sierra.
- 1982: Lanzamiento del primer destornillador ergonómico del mundo.
- 1996: Lanzamiento y patente de las sierras de mano para madera marca Superior.

## Bahco - la marca

### El logo del “pez y el anzuelo”
En 1862 el sueco Göran Fredrik Göransson fundó la empresa Högbo Stål & Jernwerks AB, fabricando acero de alta calidad mediante el procedimiento Bessemer. Con esta nueva tecnología, se encontraron un gran número de nuevas aplicaciones para el alambre de acero. Por ejemplo, era perfecta para producir anzuelos para la pesca. Un anzuelo de pesca debe ser duro, fuerte y no quebradizo. En 1886, Göran empezó la producción de hojas de sierra utilizando este mismo acero de alta calidad. Para trasmitir estas características especiales y la alta calidad de las hojas, se marcaban con un logotipo representando un pez y un anzuelo. Hoy en día, todas las herramientas Bahco están marcadas con este logotipo.

### Diseño ergonómico

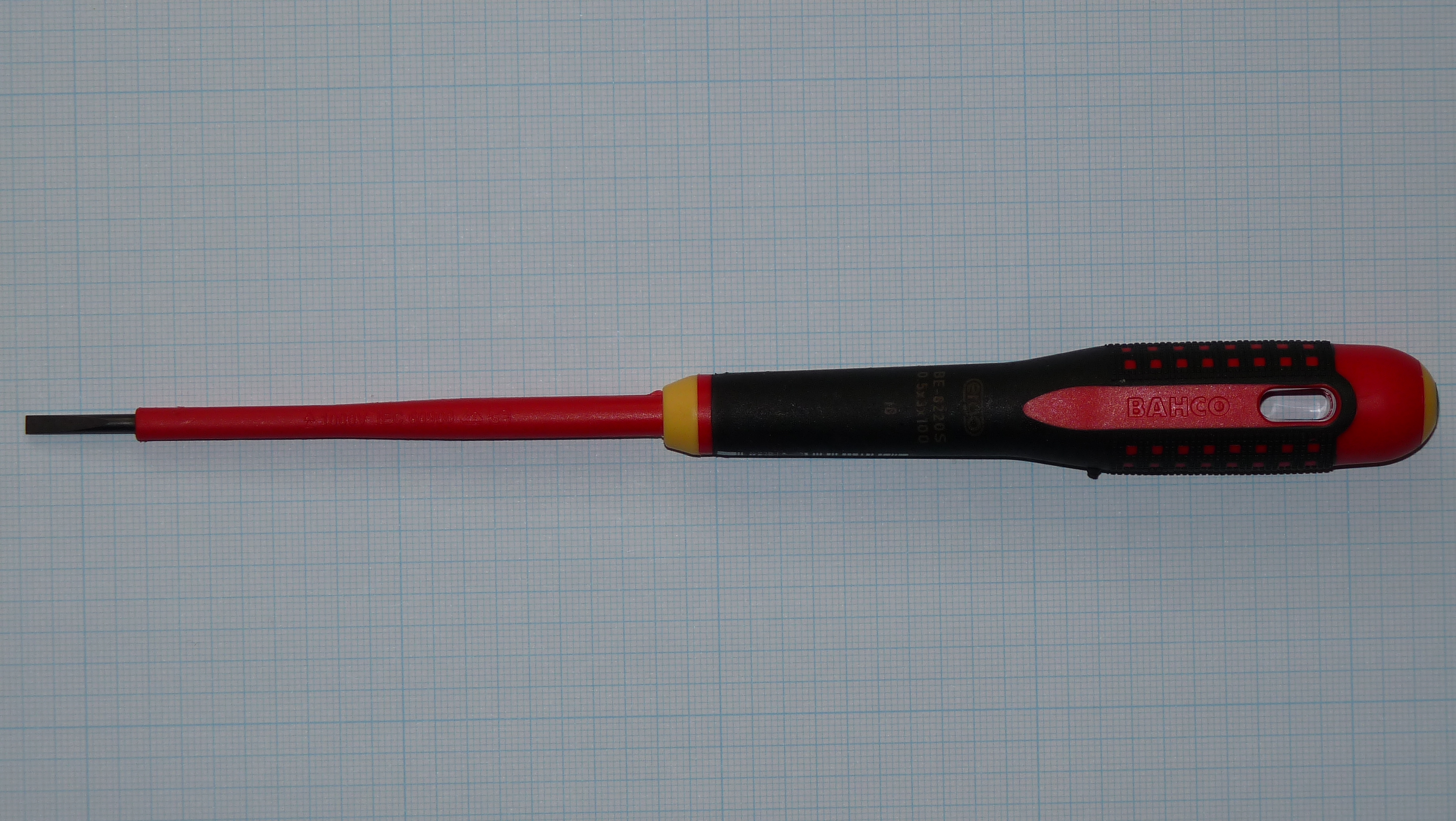
Bahco ERGO destornillador

La Ergonomía, la ciencia que busca optimizar la interacción de la persona y su entorno de trabajo, se ha tenido en cuenta siempre en el proceso de diseño de productos Bahco. En 1983 Bahco comenzó a desarrollar y fabricar herramientas de mano ergonómicas con una nueva metodología que buscaba satisfacer la demanda creciente del mercado de herramientas ergonómicas bien diseñadas, de larga duración y de alta calidad. Los primeros productos que fueron desarrollados de acuerdo con los principios del diseño ergonómico fueron los destornilladores (1983), las llaves ajustables (1984), los formones (1985) y las tenacillas "slip-joint" (1986). Hoy en día hay productos ERGO® en la mayoría de las familias de las pinzas, limas, destornilladores, llaves ajustables, sierras de mano para madera y llaves para tubo.
En 1996, el concepto Bahco ERGO® fue difundido y aprobado científicamente como un sistema de prevención de las enfermedades profesionales derivadas del uso repetitivo de las herramientas, y como un sistema de incremento de la productividad. Todas las herramientas Bahco que incluyen la marca ERGO® han superado un programa científico de desarrollo de 11 puntos en relación con la ergonomía y la funcionalidad. El programa incluye tests y pruebas exhaustivas con usuarios de la herramienta de las distintas profesiones, y conlleva una colaboración estrecha con técnicos en ergonomía y diseñadores industriales. El programa de 11 puntos se explica en la web Bahco.

#### Ejemplos de productos en la familia Bahco ERGO®
- Limas
- Sierras de arco para metal
- Sierras de mano para madera
- Arcos de tronzador
- Llaves ajustables
- Llaves fijas y combinadas
- Vasos
- Pinzas
- Herramientas para tubo
- Destornilladores
- Podaderas y tijeras cortasetos
- Formones para madera
- Herramienta aislada de seguridad eléctrica
- Herramientas de apriete controlado

### Premios
A lo largo de los años, muchos productos Bahco han recibido reconocimiento internacional. Red Dot Design Award es un premio internacional de diseño que es otorgado anualmente por Design Zentrum Nordrhein Westfalen. Bahco has sido anunciado como “Best of the Best” ( lo mejor de lo mejor) por su destornillador de la serie ERGO® en la categoría de industria y herramientas por su al diseño innovador y a los mangos ergonómicos que minimizan la tensión en la mano y en el brazo del usuario.

#### Lista completa de premios
| Year | Product                   | Award                               |
| ---- | ------------------------- | ----------------------------------- |
| 1992 | Ergo Combination Pliers   | Excellent Swedish Design            |
| 1993 | Ergo Adjustable Wrenches  | Excellent Swedish Design            |
| 1995 | Ergo File Handles         | Excellent Swedish Design            |
| 1995 | Ergo Ratchet 8155-1/2     | Excellent Swedish Design            |
| 1996 | Ergo Electronic Pliers RX | Excellent Swedish Design            |
| 1998 | Ergo Electronic Pliers RX | Goed Industrieel Ontwerp            |
| 1998 | Ergo Ratchet 8155-1/2     | Goed Industrieel Ontwerp            |
| 1999 | Ergo Hacksaw Frame 325    | Red dot Design Award                |
| 1999 | Ergo Screwdrivers         | Excellent Swedish Design            |
| 1999 | Ergo Screwdrivers         | Red dot Design Award                |
| 1999 | Ergo Pipe Wrenches        | Goed Industrieel Ontwerp            |
| 1999 | IZO Torque Wrenches       | Goed Industrieel Ontwerp            |
| 1999 | Ergo Superior Handsaw     | Goed Industrieel Ontwerp            |
| 2000 | Ergo Hacksaw Frame 325    | Excellent Swedish Design            |
| 2000 | Ergo Scrapers             | Goed Industrieel Ontwerp            |
| 2000 | Ergo Scrapers             | Excellent Swedish Design            |
| 2000 | Ergo Scrapers             | Red dot Design Award                |
| 2001 | Ergo Hacksaw Frame 325    | Goed Industrieel Ontwerp            |
| 2001 | Ergo Side Cutters         | Goed Industrieel Ontwerp            |
| 2002 | Ergo Hacksaw Frame 325    | Japanese Good design Award          |
| 2002 | Ergo Screwdrivers         | Japanese Good design Award          |
| 2002 | IZO-D Torque Wrenches     | Red dot Design Award                |
| 2003 | Ergo Hacksaw Frame 325    | Industrial Design Excellence Awards |
| 2003 | Ergo Ratchet 7755-3/8     | Red dot Design Award                |
| 2003 | Heavy-Duty Pliers         | Red dot Design Award                |
| 2003 | Hacksaw frame 319         | Red dot Design Award                |
| 2004 | Hacksaw Frame 317         | Red dot Design Award                |
| 2005 | Bahco Tool Boxes          | Japanese Good Design Award          |
| 2007 | Bahco Pull Saws           | Red dot Design Award                |
| 2009 | Bahco Handsaw System      | Red dot Design Award                |
| 2009 | Bahco Handsaw System      | iF Gold Award                       |
| 2009 | Bahco Measuring Tapes     | Red dot Design Award                |
| 2010 | Bahco Handsaw System      | Swedish Design Award Design S       |